# 語言學圖書館

語文學圖書館位於德國柏林自由大學。由於柏林自由大學與語文學有關的建築物甚多，往來費時失事，因此校方於1997年公開招募與建語文學圖書館，以收納散落於各建築物中的藏品。結果由著名英國建築師霍朗明奪得工程項目，語文學圖書館於2001年開始動工，最終於2005年落成，圖書館地板面積達6290平方公尺，主要收藏與語文學相關的藏品。